# Santa Maria Madre della Provvidenza a Monte Verde (titre cardinalice)
Le titre cardinalice de Santa Maria Madre della Provvidenza a Monte Verde (Sainte Marie, Mère de la providence à Monte Verde) est institué le 29 avril 1969 par le pape Paul VI.
Le titre cardinalice est attribué pour la première fois en 1973 à un cardinal-prêtre et rattaché à l'église Santa Maria Madre della Provvidenza (it) dans le quartier Gianicolense dans le sud-ouest de Rome.

## Titulaires
- Luis Aponte Martínez (1973-2012)
- Orani João Tempesta depuis 2014

## Sources
- (it) Cet article est partiellement ou en totalité issu de l’article de Wikipédia en italien intitulé « Santa Maria Madre della Provvidenza a Monte Verde (titolo cardinalizio) » (voir la liste des auteurs).